# Флаг Высокогорского района
Флаг Высокого́рского муниципального района Республики Татарстан Российской Федерации — опознавательно-правовой знак, служащий официальным символом муниципального образования.

## Описание
«Флаг представляет собой прямоугольное голубое полотнище с отношением ширины к длине 2:3, несущее вдоль нижнего края три равных полосы, сверху вниз — зелёную, жёлтую и зелёную (относящиеся к ширине полотнища соответственно как 1/6, 1/10 и 1/18) и вплотную к верхней зелёной полосе — жёлтое изображение котла из герба».

## Обоснование символики
Флаг разработан на основе герба района.
Высокогорский район является частью историко-культурного региона Татарстана — Заказанья. Здесь с древнейших времён активно взаимодействовали различные народы, культуры и религии. На территории района сохранилось множество археологических, историко-архитектурных, эпиграфических и этнографических памятников. Здесь расположен уникальный для истории Татарстана памятник — остатки одного из средневековых административных, экономических и культурных центров Казанского ханства — Иске Казань. В знак этого на флаге изображён золотой котёл. Котёл символизирует богатую историю земель, входящих в состав современного района, традиции местных жителей, бережно передаваемые от поколения к поколению.
Цветовая гамма флага, включающая голубой и зелёный цвета символизирует уникальные природные объекты и памятники природы Высокогорского района: реку Казанку, озёра Карасиное, Кара-Куль, Мочальное, Эстачинский склон, Семиозёрский лес, природный заказник Голубые озёра.
Жёлтая полоса символизирует богатое археологическое наследие района.
Голубой цвет — символ чистого неба и прозрачной воды, духовности, чести и благородства.
Зелёный цвет — символ природы, здоровья, молодости, жизненного роста.
Красный цвет — символ мужества, силы, трудолюбия, красоты и праздника.
Жёлтый (золото) цвет — символ богатства, урожая, стабильности, интеллекта и уважения.